# Tiarno di Sotto
Tiarno di Sotto é uma comuna italiana da região do Trentino-Alto Ádige, província de Trento, com cerca de 689 habitantes. Estende-se por uma área de 9 km², tendo uma densidade populacional de 77 hab/km². Faz fronteira com Pieve di Bono, Bezzecca, Cimego, Tiarno di Sopra.